# Christian de Brunswick
Christian de Brunswick-Wolfenbüttel, né le 20 septembre 1599 à Gröningen et mort le 16 juin 1626 à Wolfenbüttel, est prince de la dynastie des Welf (maison de Brunswick), fils cadet de Henri-Jules de Brunswick-Wolfenbüttel. Il est nommé administrateur luthérien de la principauté épiscopale de Halberstadt en 1616 ; appelé « le téméraire de Halberstadt » (der tolle Halberstädter), il compte parmi les chefs militaires les plus connus luttant contre l'empereur Ferdinand II et la Ligue catholique lors de la guerre de Trente Ans.

## Biographie
Christian est le troisième fils du duc Henri-Jules, prince de Brunswick-Wolfenbüttel et de son seconde épouse Élisabeth, fille du roi Frédéric II de Danemark. Son frère aîné Frédéric-Ulrich succède à leur père en 1613. Au cours de la Réforme protestante, le duc Henri-Jules était élu administrateur du diocèse en 1566 conformément aux conditions fixées par la paix d'Augsbourg ; à sa mort, cette fonction passa tout d'abord aux frères cadets de Christian, Henri-Charles et Rodolphe. Comme les deux étaient morts l'un après l'autre, Christian les succédait à l'âge de 17 ans. Toutefois, il n'atteint pas la reconnaissance ni du pape ni de l'empereur.

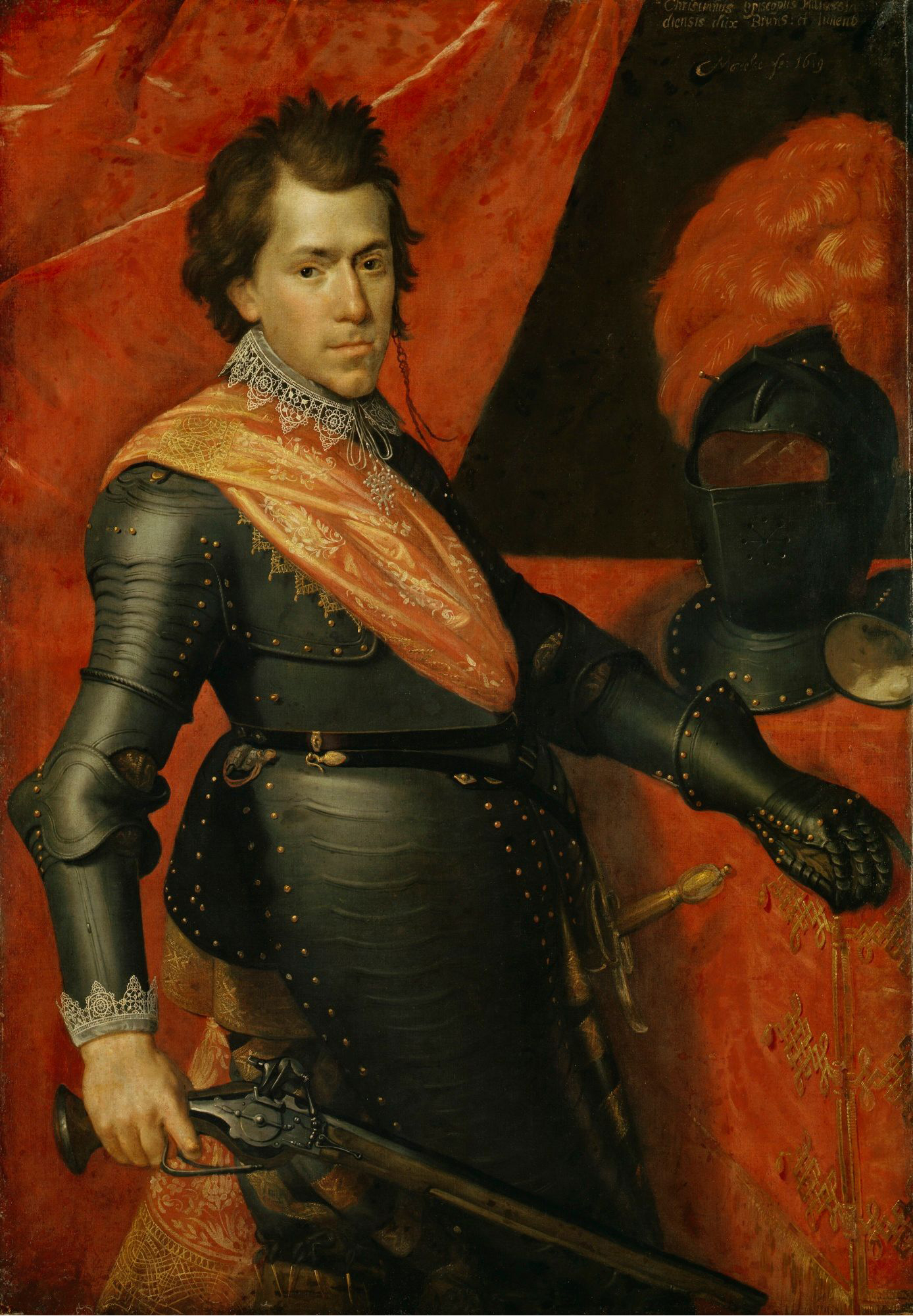
Le duc Christian, portrait de Paulus Moreelse, 1619.

Un excellent cavalier, il est entré au service de Maurice de Nassau, stathouder des Pays-Bas, avec le rang de Rittmeister en 1620. L'année suivante, il est devenu chef d'une armée protestante en défense des intérêts de l'électeur Frédéric V du Palatinat, le « roi d'un hiver » qui a été vaincu par les troupes impériales et expulsé du royaume de Bohême. En tant que chef de guerre, il a suivi le modèle du comte Ernst von Mansfeld agissant en violation du droit impérial ; néanmoins, il était incapable de garantir la subsistance de ses mercenaires.
Ayant passé l'hiver à exhorter la population à se révolter contre les catholiques, il se retrouve à la tête d'environ 15 000 hommes en train de piller les évêchés de Paderborn (dérobant les reliques de saint Liboire) et de Münster en Westphalie ainsi que d'assiéger les villes de Soest, de Werl, de Geseke et de Lippstadt. En automne 1621, une première tentative de marcher vers les rives du Main et le territoire du palatinat du Rhin, pour faire jonction avec les forces armées du comte Ernst von Mansfeld, a échoué.
Christian a fait une nouvelle tentative au printemps : bien qu'il soit vaincu par les forces catholiques de Jean t'Serclaes de Tilly et de Gonzalo Fernández de Córdoba à la bataille de Höchst le 20 juin 1622, il pouvait se débrouiller aux troupes de von Mansfeld. Tous deux quittent le palatinat pour se rendre aux Pays-Bas, où les forces espagnoles du général Ambrogio Spinola assiégèrent la ville de Berg-op-Zoom. En route, ils furent confrontés à l'armée de Córdoba à la bataille de Fleurus le 29 août, où Christian a reçu une balle dans le bras gauche. L'avant-bras a dû être amputé quelques jours plus tard lors d'une étape à Bréda ; selon la légende, il s'est fait poser, par la suite, une prothèse en argent (une « main de fer » est conservée au musée Herzog Anton Ulrich à Brunswick).
En 1623, Christian de Brunswick a renoncé à tous ses droits à la principauté épiscopale de Halberstadt. Il réessaya de se rendre du Cercle de Basse-Saxe aux Pays-Bas, mais le 6 août, à la bataille de Stadtlohn, les troupes catholiques plus nombreuses et aussi beaucoup plus aguerries de Tilly anéantissent son armée, dont à peu près deux tiers des soldats sont tués ou faits prisonniers. Le prince fuyait en Angleterre où il fut décoré de l'ordre de la Jarretière le 31 décembre 1624 à Londres.
L'année suivante, avec le soutien de l'Angleterre, il réorganise ses troupes à Calais et il arriva sur les plages de Walcheren, aux Pay-Bas. Conjointement avec von Mansfeld, il s'est rendu à la Basse-Rhénanie. Lors de la principauté de Brunswick-Wolfenbüttel, en raison de l'indécision et de la faiblesse du duc Frédéric-Ulrich, est envahi par les forces catholiques, Christian se soumet aux forces de son oncle, le roi Christian IV de Danemark, afin de lancer une campagne à Brunswick. Néanmoins, il tombera gravement malade et meurt au château de Wolfenbüttel, peut-être des suites de ses blessures. Quelques semaines plus tard, le 27 août 1626, l'armée du roi Christian IV est vaincu à la bataille de Lutter.